# Songbird (альбом Вилли Нельсона)
| Совокупная оценка                    | Совокупная оценка |
| Источник                             | Оценка            |
| ------------------------------------ | ----------------- |
| Metacritic                           | 67/100            |
| Оценки критиков                      |                   |
| Источник                             | Оценка            |
| AllMusic                             | [ 2 ]             |
| Live Daily                           | (Favorable)       |
| Music Box                            | [ 4 ]             |
| PopMatters                           | [ 5 ]             |
| Rolling Stone                        | [ 6 ]             |
| Encyclopedia of Popular Music (2007) | [ 7 ]             |

Songbird  — 55-й студийный альбом американского кантри-музыканта Вилли Нельсона, изданный 31 октября 2006 года на студии Lost Highway Records. Альбом продюсировал кантри-рок музыкант Райан Адамс. Адамс вместе со своей группой Ryan Adams & the Cardinals принял участие в одиннадцати треках альбома. 18 ноября 2006 года альбом достиг пика на #87 в Billboard 200.

## История
Только две совершенно новые композиции, «Back to Earth» Нельсона и «Blue Hotel» Адамса, появились на альбоме Songbird. Песни «Rainy Day Blues», «We Don’t Run» и «Sad Songs and Waltzes» — это новые оригинальные мелодии Нельсона, но ранее они уже были записаны и выпущены на предыдущих пластинках.
Большинство песен с альбома — это кавер-версии с новыми интерпретациями. Заслуга в создании кавер-версий этих песен принадлежит Адамсу, который «…чувствовал себя уверенно со всеми подборками». В том же интервью Нельсон отмечает, что он с сомнением относился к записи уже записанных песен, настолько хороших, как эти. Он подвёл итог альбому, заявив: «Это всегда будет проект Райана Адамса, насколько я понимаю».
Альбом получил положительные отзывы музыкальной критики и интернет-изданий: Metacritic, AllMusic, PopMatters.

## Мнение Адамса
Говоря о своей роли продюсера альбома, Райан Адамс отмечает, что он: 
«В основном он получил много жизненных уроков. Я имею в виду, что [Вилли Нельсон] работает очень быстро, и он был очень свободен. Мы не часто виделись с ним, потому что сессии проходили в течение нескольких месяцев. А еще, когда речь зашла о том, что мы собираемся это сделать, я был непреклонен: если The Cardinals собираются его поддержать, я должен быть продюсером, чтобы нам не пришлось беспокоиться о том, что кто-то будет вмешиваться в наш звук. Поэтому они согласились, чтобы все происходило так, как происходило в студии, а я наложил некоторые ограничения на то, что должно было произойти, чтобы сохранить целостность записи. Это напомнило мне, как работают Джека Уайта и Мэг Уайт, как их ограничения делают их сильнее и позволяют им быть более изобретательными и экономными. Размышляя об этом, я хотел, чтобы все расположились в комнате вокруг Вилли, и только [барабанщик] Брэд [Пембертон] был в наушниках, а все использовали старые ржавые усилители, так что главное, что все слышали, — это голос и гитара Вилли. Это было здорово, потому что заставляло всех слушать очень напряженно, и, думаю, это позволило Вилли еще больше разбросать группу и втянуть ее в себя. Это превратилось в настоящую здоровую борьбу. Но в остальном мы не часто виделись с ним, потому что, думаю, у него было мало времени, и, возможно, запись в Нью-Йорке оказалась для него слишком сложной. Это был просто другой процесс. Я думаю, он привык приходить с уже готовым треком и просто петь поверх него».

## Список композиций
1. «Rainy Day Blues» (Willie Nelson) — 5:32
2. «Songbird» (Кристин Макви) — 2:40
3. «Blue Hotel» (Ryan Adams) — 3:30
4. «Back to Earth» (Willie Nelson) — 2:59
5. «Stella Blue» (Jerry Garcia/Robert Hunter) — 6:23
6. «Hallelujah» (Леонард Коэн) — 4:53
7. «$1000 Wedding» (Gram Parsons) — 3:05
8. «We Don’t Run» (Willie Nelson) — 4:19
9. «Yours Love» (Harlan Howard) — 3:03
10. «Sad Songs and Waltzes» (Willie Nelson) — 3:17
11. «Amazing Grace» (Traditional Arr. by Ryan Adams) — 4:49

## Чарты
| Чарт (2006)                         | Высшая позиция |
| ----------------------------------- | -------------- |
| США (Billboard 200)                 | 87             |
| США (Top Country Albums, Billboard) | 19             |